# Bellerophon (lớp thiết giáp hạm)
Lớp thiết giáp hạm Bellerophon là một lớp bao gồm ba thiết giáp hạm dreadnought được Hải quân Hoàng gia Anh Quốc chế tạo trước Chiến tranh Thế giới thứ nhất và đã phục vụ trong cuộc xung đột này. Chúng là một bản sao của chiếc HMS Dreadnought dẫn trước, ngoại trừ việc bổ sung một cột ăn-ten ba chân thứ hai. Chiếc dẫn đầu của lớp HMS Bellerophon được đặt lườn cùng một ngày với sự hoàn tất của chiếc Dreadnought, vốn cũng được chế tạo tại Xưởng tàu Portsmouth.

## Thiết kế

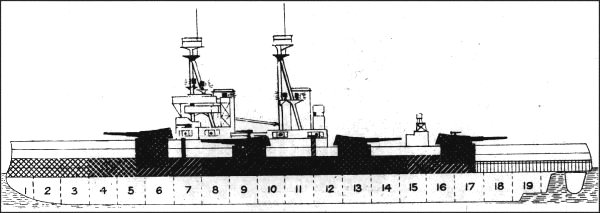
Sơ đồ lớp Bellerophon như được mô tả trong Jane's Fighting Ships 1915; những vùng xám là vỏ giáp bảo vệ

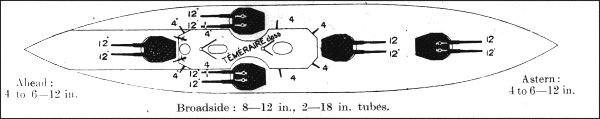
Hình chiếu bên trái lớp Bellerophon như được mô tả trong Jane's Fighting Ships 1919

Những thay đổi đối với lườn tàu cho phép có sự bảo vệ bên trong đầy đủ hơn, cho phép một con tàu lớn hơn đạt được tốc độ tương đương với cùng một hệ thống động lực. Trong khi Dreadnought chỉ có vách ngăn bảo vệ cho hầm đạn, Bellerophon có các vách ngăn đầy đủ chạy dọc suốt con tàu. Những khẩu pháo 12-pounder trang bị cho Dreadnought để bảo vệ nó khỏi các tàu phóng lôi được cho là không hiệu quả, nên dàn hỏa lực hạng hai của Bellerophon bao gồm pháo 4 inch (102 mm). Một cột ăn-ten chính được bổ sung phía trước ống khói sau vẫn bị ảnh hưởng bởi khói bụi từ ống khói trước và được xem là không thành công. Những thay đổi này yêu cầu một số thỏa hiệp trong thiết kế, bao gồm lớp vỏ giáp mỏng hơn, giảm độ dày của đai giáp chính từ 11 inch (280 mm) xuống còn 10 inch (250 mm); cũng như giảm bớt trữ lượng than mang theo, làm giảm đôi chút tầm xa hoạt động.

### Các đặc tính chung
Thiết kế của lớp Bellerophon hầu như tương tự so với chiếc Dreadnought dẫn trước, với một số cải tiến nhỏ. Cột ăn-ten trước ba chân vốn được bố trí phía sau ống khói trước của Dreadnought được chuyển đến phía trước ống khói để những trinh sát viên trên bệ quan sát tránh được khói của nồi hơi. Một cột ăn-ten ba chân thứ hai được bổ sung phía trước ống khói sau. Những chiếc trong lớp Bellerophon có chiều dài chung 160,3 m (526 ft), mạn thuyền rộng 25,2 m (83 ft), mớn nước là 8,3 m (27 ft) và có trọng lượng choán nước thông thường 18.800 tấn Anh (19.100 t), lên đến 22.102 tấn Anh (22.457 t)khi đầy tải.

### Động lực
Lớp Bellerophon có thiết kế hệ thống động cơ tương tự như Dreadnought. Chúng được dẫn động bởi bốn trục turbine hơi nước Parsons; hơi nước được cung cấp bởi 18 nồi hơi Babcock & Wilcox hay Yarrow đốt than. Hệ thống động lực của các con tàu sản sinh một công suất khoảng 23.000 ihp (17.000 kW).

### Vũ khí
Vũ khí của lớp Bellerophon bao gồm một sự cải tiến đối với dàn pháo hạng hai. Mười sáu khẩu 4 in (10 cm) thay thế cho hai mươi bảy khẩu 3 in (7,6 cm) trên chiếc Dreadnought. Tuy nhiên dàn pháo chính vẫn được duy trì với mười khẩu 12 in (30 cm) trên năm tháp pháo nòng đôi.

## Những chiếc trong lớp
| Tàu                    | Đặt lườn            | Hạ thủy             | Hoạt động           | Số phận                                                   |
| ---------------------- | ------------------- | ------------------- | ------------------- | --------------------------------------------------------- |
| HMS Bellerophon (1907) | 6 tháng 12 năm 1906 | 27 tháng 7 năm 1907 | 20 tháng 2 năm 1909 | Bán để tháo dỡ, 8 tháng 11 năm 1921                       |
| HMS Superb (1907)      | 6 tháng 2 năm 1907  | 7 tháng 11 năm 1907 | 9 tháng 6 năm 1909  | Ngừng hoạt động 26 tháng 3 năm 1920; bán để tháo dỡ 1922  |
| HMS Temeraire (1907)   | 1 tháng 1 năm 1907  | 24 tháng 8 năm 1907 | 15 tháng 5 năm 1909 | Ngừng hoạt động 1921; bán để tháo dỡ, 7 tháng 12 năm 1921 |